# Col d’Arsine
Col d’Arsine (2348 m n.p.m.) – przełęcz w grupie górskiej Écrins we francuskich Alpach Delfinackich. Leży w granicach Parku Narodowego Écrins. Nazwa pochodzi od położonego nisko u północnych podnóży przełęczy przysiółka Arsine w gminie Villar-d’Arêne.
Przełęcz d’Arsine znajduje się w północno-wschodniej części grupy Écrins. Oddziela wyraźnie wyodrębniający się masyw Combeynot (pozostający na północnym wschodzie) od reszty grupy górskiej Écrins. Leży w grzbiecie, którym cały masyw Écrins wrasta w główny grzbiet Alp. Grzbietem tym, od przełęczy Lautaret przez szczyty wspomnianego masywu Combeynot, przełęcz Arsine, a następnie masyw Barre des Écrins biegnie ważny wododział pomiędzy dorzeczem Rodanu i jego największego lewobrzeżnego dopływu – Durance.
Przełęcz, uformowana w miękkich skałach osadowych pochodzących z liasu, tworzy szerokie, łagodne siodło, wyraźnie kontrastujące z granitowymi szczytami masywu Combeynot i głównego grzbietu grupy Écrins. Od strony południowej prawie na samo siodło przełęczy spływa lodowiec d'Arsine. Pochodzące z jego topnienia wody w większości spływają z przełęczy w kierunku wschodnim, tworząc potok Petit Tabuc, prawobrzeżny dopływ Guisane. Część z tych wód spływa jednak na zachodnią stronę przełęczy, tworząc potok Rif de la Planche – pierwszy dopływ rodzącej się nieco dalej na zachód rzeki Romanche.
Przełęcz jest bardzo licznie odwiedzana przez turystów. Biegnie przez nią – oraz dolinami spływających spod niej w obie strony potoków – popularny szlak Wielkiej Wędrówki (fr. Grande Randonnée) nr 54 (GR 54), biegnący wokół całej grupy Écrins. U północno-zachodnich podnóży przełęczy, na wysokości 2096 m n.p.m., znajduje się schronisko górskie Refuge de l’Alpe du Villar-d’Arêne.